# Улица Болдов Ручей
У́лица Бо́лдов Руче́й (название с 2006 года, ранее проектируемый проезд 5372) — улица в районе Силино Зеленоградского административного округа города Москвы. Расположена между Панфиловским проспектом и Филаретовской улицей.

## Происхождение названия
Образована 27 июня 2006 года из части Проектируемого проезда 5372, проходившему между микрорайонами 11-А и 11-Б. Названа по протекающему рядом ручью, названному в честь архитектора Александра Борисовича Болдова и впадающему в реку Сходня в нескольких сотнях метров от южного конца улицы.

## Здания и сооружения
По нечётной стороне:
- корпуса 11-А микрорайона;
- территория Зеленоградского лесопарка;
- молельный дом евангельских христиан-баптистов.

По чётной стороне:
- музыкальная школа № 71 (автобусная остановка «Кафе лесное»);
- территория Зеленоградского лесопарка;
- корпуса 11-Б микрорайона (автобусная остановка «Корпус 1121»);
- территория Зеленоградского лесопарка;
- могила неизвестного красноармейца, погибшего при обороне Москвы[2].

## Транспорт
По чётной стороне улицы проходит внутригородской автобусный маршрут № 4.